# Graeme Aldred
Graeme Aldred (* 11. September 1966 in Ferryhill; † 22. Februar 1987 in Newcastle upon Tyne) war ein englischer Fußballspieler. Aldred bestritt 44 Partien in der Football League für den FC Darlington, bevor er 20-jährig 1987 bei einem Autounfall ums Leben kam.

## Karriere
Aldred repräsentierte die Schülerauswahl des Countys Durham in der Altersstufen U-15 und U-19. Im Anschluss an seine Schulzeit wurde er von Newcastle United als Apprentice (dt. Auszubildender) aufgenommen und spielte dabei unter anderem mit Paul Gascoigne zusammen, zu einem Profivertrag in Newcastle reichte es für Aldred allerdings nicht. Im September 1984 schloss er sich dem Viertligisten FC Darlington an und debütierte bei einem torlosen Unentschieden gegen den FC Blackpool. Im Saisonverlauf bestritt Aldred 28 Ligapartien, zwei Drittel davon als Teil der Startelf als Darlington als Tabellendritter am Saisonende der Aufstieg in die Third Division gelang. Daneben spielte er auch im FA Cup 1984/85, in dem Darlington in der dritten Runde im Wiederholungsspiel den nahe gelegenen Zweitligisten FC Middlesbrough mit 2:1 schlug, eine Partie die von den Anhängern des Klubs 2002 zum besten Spiel im heimischen Stadion Feethams gewählt wurde.
In die folgende Saison 1985/86 startete Aldred als Stammspieler, verlor diesen aber nach der Ankunft von Chris Evans im Oktober 1985. Am Saisonende verließ Aldred nach 57 Pflichtspieleinsätzen (1 Tor) den Klub und schloss sich zur Spielzeit 1986/87 dem in der Northern Premier League spielenden AFC Barrow an. Bis Mitte September kam Aldred für Barrow zu sieben Liga- und einem FA-Cup-Einsatz; spätestens ab Dezember 1986 spielte er in der Northern League für den FC Whitley Bay und verhalf seinem neuen Klub in der Erstrundenpartie der FA Trophy gegen Barrow durch seinen späten Ausgleichstreffer zu einem Wiederholungsspiel, in dem sich Whitley Bay durchsetzte.
Im Februar 1987 war Aldred Beifahrer eines PKWs, als das Fahrzeug in der Nähe von Bishop Auckland verunglückte und er aus dem Fahrzeug geschleudert wurde. Aldred erlag zwei Tage später im Newcastle General Hospital seinen Verletzungen.